# Histoire de la Gambie
À son apogée, au XIVe siècle, l'empire du Mali s'étendait jusqu'en Gambie.
En 1455, les Portugais installent des comptoirs le long du fleuve Gambie à partir duquel ils organisent la traite des Noirs. En 1723, la Compagnie britannique d'Afrique achète de la terre en Gambie.
À partir du XVIIIe siècle, les Britanniques occupent ce petit territoire enclavé dans le Sénégal (à l'exception d'une enclave française à Albreda, cédée aux Britanniques par un accord en 1857). À la suite d'un traité franco-britannique en 1889, le pays devient officiellement en 1894 un protectorat britannique.
La Gambie acquiert son indépendance en 1965 en qualité de royaume du Commonwealth. En 1970, la république est proclamée et Dawda Jawara en devient le premier président. La Gambie est unie au Sénégal de 1982 à 1989 dans une confédération : la Confédération de Sénégambie.
Le 22 juillet 1994 un groupe d’officiers, menés par le capitaine Yahya Jammeh, renverse le gouvernement. En 1996, pressé par la communauté internationale, les bailleurs de fonds ayant suspendu toute aide depuis le coup d'État de 1994, le président Jammeh accepte d'engager un processus de démocratisation qui le reportera d'ailleurs au pouvoir lors des élections de 1996, du 18 octobre 2001 et du 22 septembre 2006.
Le 19 janvier 2017, Adama Barrow devient le nouveau président de Gambie en prêtant serment à l'ambassade de Gambie au Sénégal.

## Protohistoire

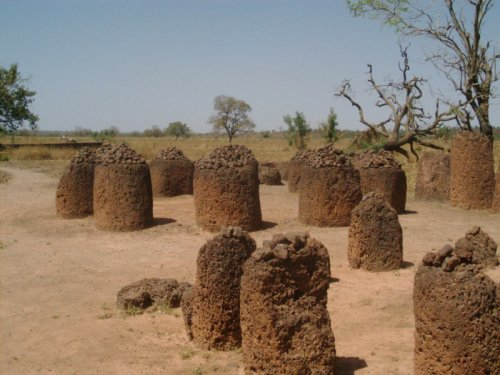
Mégalithes de Wassu

## De 500c à 1600c: anciens royaumes ou empires

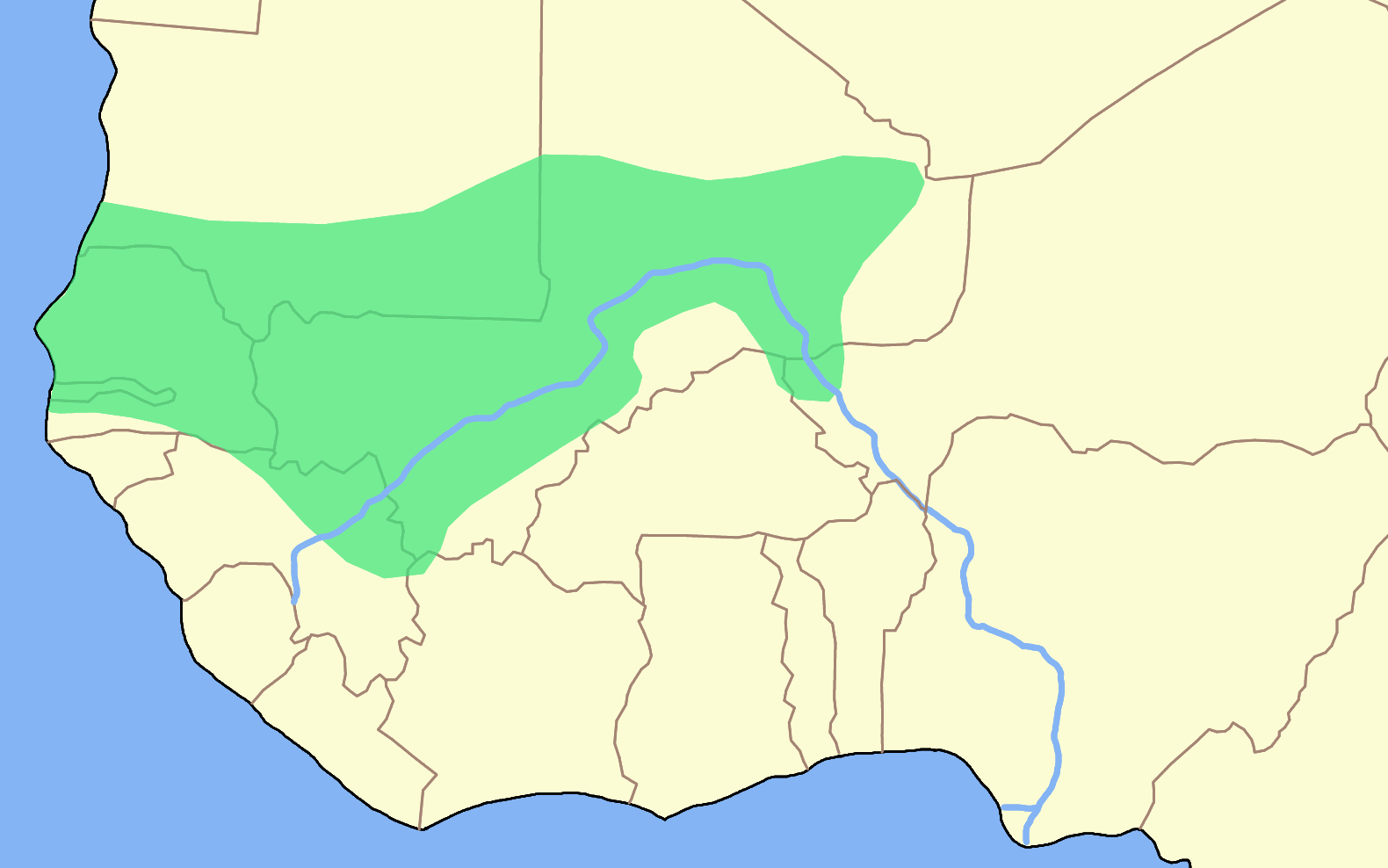
Carte de l'empire du Mali à son apogée

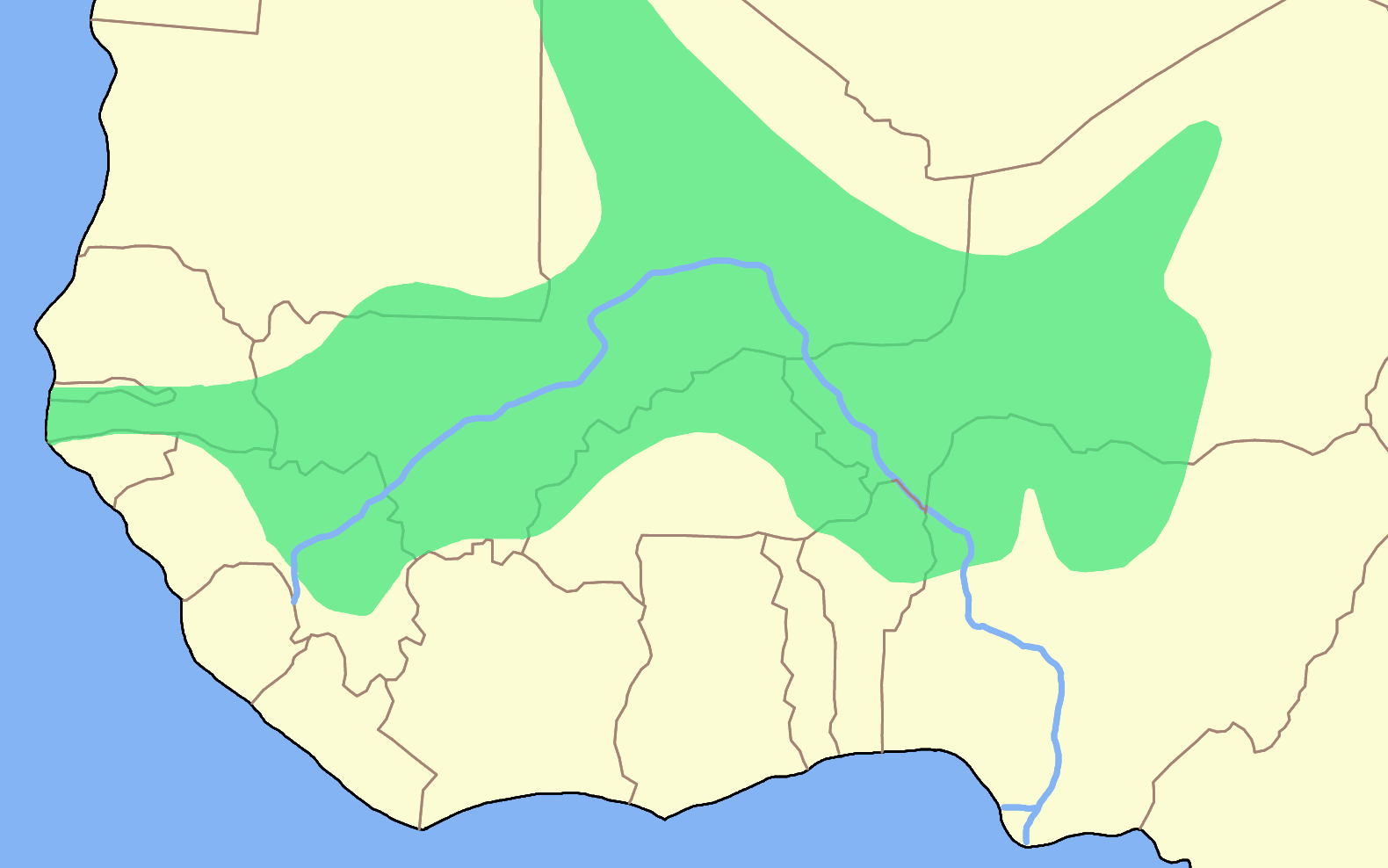
Carte de l'empire songhaï

- 350c-1250c : Empire du Ghana
- 1235c-1610 : Empire du Mali
- 1464c-1591 : Empire songhaï

## De 1500 à 1800: période précoloniale

### Explorateurs portugais (1480c-1590c)
Au début du XVe siècle, les premiers explorateurs européens s'aventurent vers l'extrémité occidentale du continent africain. Intrigué par les récits des géographes et cartographes arabes sur l'immense richesse des royaumes d'Afrique de l'Ouest et sur le légendaire royaume du prêtre Jean, le prince portugais Henri le Navigateur lance plusieurs expéditions à partir de 1418. En 1434, Gil Eanes double le cap Bojador. Nuno Tristão et Antão Gonçalves atteignent le cap Blanc en 1441 et Dinis Dias accoste à la Presqu'île du Cap-Vert, extrémité occidentale de l'Afrique, en 1444. En 1446, Álvaro Fernandes navigue le long des côtes de l'actuelle Sierra Leone.
C'est Nuno Tristão qui fut le premier européen à atteindre l'embouchure du fleuve Gambie en 1446. Lui et son équipage furent très mal accueillis par les autochtones qui les prirent pour des cannibales et il mourut lui-même de ses blessures pendant le voyage de retour.
Henri le Navigateur était cependant trop obstiné par les rumeurs selon lesquelles le fleuve Gambie regorgeait d'or pour abandonner. En 1455, il y envoya le Vénitien Alvise Cadamosto, accompagné du Génois Antoniotto Usodimare. Il se heurtèrent également à la résistance des indigènes. L'année suivante, Cadamosto fut chargé d'une deuxième expédition. Il découvrit en chemin les îles du Cap-Vert et s'y arrêta brièvement avant de repartir en direction de la Gambie. Il parvint à remonter le fleuve sur 100 km et à lier des contacts avec ses habitants. Il se lia d'amitié avec plusieurs rois locaux, dont Batti Mansa, roi de Baddibu, qui était séduit par le christianisme et demanda par écrit au souverain portugais de lui envoyer un prêtre. Cadamosto fut contraint d'écourter son voyage, un tiers de son équipage ayant succombé à diverses maladies tropicales et il retourna au Portugal en 1456.
Deux ans plus tard, Diego Gómez remonta le fleuve sur 450 km jusqu’à l’actuelle Upper River Division. Il y entendit parler de l’or du plateau du Fouta-Djalon et de l’empire du Mali. Il échangea des marchandises contre quelques esclaves qu’il ramena en Europe.
Par la suite, des prêtres portugais s’installèrent sur le bord du fleuve, à Nuimi, et commencèrent à y prêcher le christianisme. Ils construisirent une chapelle près d'Albreda et baptisèrent l’endroit San Domingo. L'islam était déjà bien ancré, Mansa s'était désintéressé d'eux et les missionnaires n'eurent que peu de succès. Les portugais fondèrent d'autres bases d'exploration à Bintang, Tankular, Niani Maru et Kassan sur la rive sud, Fattatenda et Kuntaur sur la rive nord.
D'autres expéditions suivirent et renforcèrent les liens d'amitié. Le Portugal soutint le Mali lorsque ce dernier fut attaqué par l'empire songhaï. Un ambassadeur de l'empire Wolof visita quant à lui le Portugal en 1488. Le commerce se développa et quelques Portugais s'installèrent en Gambie où ils importèrent de nombreuses espèces végétales toujours cultivées aujourd'hui comme les oranges, les bananes, la papayes, le manioc, la goyave, le maïs et l'arachide. Ils apportèrent également des techniques de construction, de navigation et de pêche et de nombreux emprunts au portugais subsistent dans la langue mandingue.
La bulle pontificale Aeterni regis, fulminée le 21 juin 1481, attribua la côte africaine au Portugal au détriment de l'Espagne.

### Compagnies commerciales britanniques (1560-1860)
En 1588, le Portugal perd ses droits commerciaux dans la vallée du fleuve Gambie et sur la Côte de l'Or (actuel Ghana) au profit de l’Angleterre. 
Le Portugal est alors uni sous la couronne espagnole et la débâcle de l’armada espagnole contre la marine anglaise permet à Élisabeth Ire de mettre la main sur les privilèges commerciaux des Portugais. 
Elle les revend à la Company of Devon et aux London Merchants. 
La présence anglaise en Gambie remonte cependant à 1562, lorsque Sir John Hawkins vole 300 esclaves aux Portugais pour les revendre à Santo Domingo, en actuelle République dominicaine, fondant par là-même le commerce triangulaire.
En 1618, le roi Jacques Ier laisse entièrement les droits commerciaux sur la Gambie et la Côte de l’Or à la Company of Adventures of London. 
La Guinea Company voit le jour afin de protéger la côte de Guinée contre les visées françaises et néerlandaises. 
La même année, les premiers esclaves débarquent dans la nouvelle colonie de Virginie.
Les expéditions visant à découvrir de l’or à l’intérieur des terres s’intensifient. 
Une première échoue, la deuxième est attaquée en mer par les Portugais et essuie de lourdes pertes. 
Deux ans plus tard, Richard Jobson atteint les chutes de Barrakunda.
Les Anglais exportent de plus en plus d’esclaves à partir de 1652. 
La demande de main d’œuvre bon marché augmente rapidement dans les Caraïbes où la culture de la canne à sucre est en pleine croissance.

### Période germano-balte (1650c-1660c)

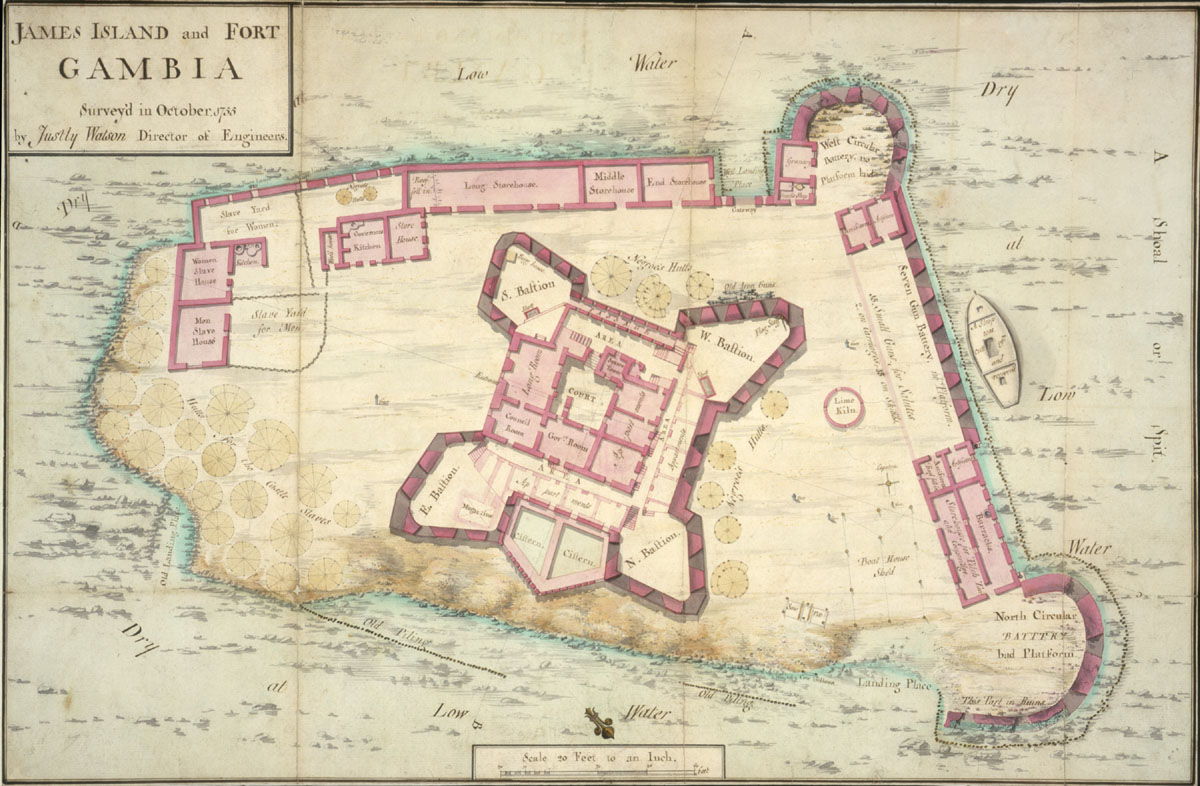
L'île James et Fort Gambia

Au XVIIe siècle, le duc de Courlande Jacob Kettler cherchait à développer le commerce des pays de la Baltique. Il tenta plusieurs fois de stimuler la colonisation courlandaise dans le sud des Caraïbes en y développant la culture du tabac et il avait besoin d’une base commerciale supplémentaire pour importer la main d’œuvre nécessaire. Il envoya Heinrich Fock en Gambie avec deux bateaux. Le 26 octobre 1651, le roi de Nuimi lui accorda l’île James, alors nommée Isla de Andrea, idéalement située à 30 km de l’embouchure du fleuve. Il obtint également une terre sur la rive nord du fleuve, près de Juffureh. Il loua l’île Banjol, actuellement St. Mary’s Island au roi du Kombo, au sud de l’embouchure.
La cohabitation entre les Allemands et les locaux fut pacifique. Kettler considérait les rois avec qui commerçait comme des partenaires souverains. Ces derniers lui apportèrent un soutien militaire contre les incartades néerlandaises. Cela ne suffit cependant pas toujours, et les comptoirs allemands furent occupés par deux fois par les Pays-Bas, du 4 février 1659 au 10 juin 1660 et du 3 juillet au 2 août 1660.
La présence courlandaise prit fin à l’issue de la Première guerre du Nord, qui fit s’affronter la Suède et la Pologne de 1655 à 1660, pendant laquelle Kettler fut fait prisonnier. James Island changea plusieurs fois de mains et fut occupée par différents États d’Europe, des commerçants privés et des pirates.

### Rivalité franco-britannique (1660c-1760c)
L’année 1660 voit également la naissance d’une nouvelle compagnie commerciale anglaise, la Company of Royal Adventurers Trading to Africa. 
Charles II lui délivre une patente portant sur tous les droits commerciaux et territoriaux de la couronne anglaise, indépendamment du souverain local ou des droits d’autres nations.
L’amiral Robert Holmes est envoyé, à la tête d’une flotte de cinq bateaux, surveiller la côte occidentale de l’Afrique pour y protéger les intérêts de la compagnie et de l’Angleterre. 
Il fait ériger un fort sur Dog Island, qu’il nomme alors Charles Island. 
Il occupe James Island, toujours officiellement courlande mais sous occupation néerlandaise, le 19 mars 1661, et lui donne son nom actuel en hommage au directeur de la compagnie, comte d’York et futur roi d’Angleterre Jacques II. 
Il y construit de nouvelles fortifications, Fort James, et y stationne une garnison.
À la fin de la Deuxième guerre anglo-néerlandaise (1665 – 1667), la Company of Royal Adventurers périclite mais la Compagnie royale d'Afrique est fondée en lieu et place de la première. 
Le 17 novembre 1664, les postes courlandes sont officiellement cédés à l’Angleterre. 
Robert Holmes prend de nombreux comptoirs appartenant à la Compagnie néerlandaise des Indes occidentales pour le compte de la RAC.
Entretemps, à partir de 1626, la France s’est installée sur le territoire de l’actuel Sénégal, sur le cours inférieur du fleuve homonyme. La Compagnie du Sénégal, fondée en 1673 conclut des traités avec les Nuimi lui permettant d’ouvrir un comptoir à Albreda, près de Juffureh et de l’île James, en 1681. 
Trois ans plus tard, la Compagnie royale d'Afrique rachète la Gambia Adventurers et tout le Sénégal est occupé par l’Angleterre entre janvier et juillet 1693. 
Tout au long du siècle qui suit, les différentes nations présentes dans la région se disputent l’île James, et par là la domination économique et politique sur le fleuve. 
Le 27 juillet 1695, elle est prise par la France, sans toutefois être occupée, à l’issue d’une bataille navale pendant la guerre de la Ligue d'Augsbourg. 
Elle est rétrocédée à l’Angleterre en septembre 1697 dans le cadre de le traité de Ryswick. 
La Compagnie royale d'Afrique s’emploie à reconstruire le fort à partir d’avril 1699 mais à la suite de la perte de son monopole commercial sur la Gambie l’année précédente, elle est contrainte de compter avec des concurrents. En 1702, l'île James passa définitivement sous contrôle britannique. Fort James est désaffecté et inoccupé du 20 mai 1709 au 13 novembre 1713. Les Traités d'Utrecht confirment cette situation et la Compagnie royale d'Afrique rachète Fort James en 1717.
Fort Albreda est détruit en 1746, pendant la guerre de Succession d'Autriche, et n'est reconstruit qu’à la faveur du traité d'Aix-la-Chapelle en 1748.
À partir de 1750, la Company of Merchant Adventurers assume l'administration de la Gambie. De 1758 à 1779, la Gambie fait partie d'un territoire alors appelé Sénégambie. En effet, durant cette période, les britanniques ont également conquis des positions françaises le long du fleuve Sénégal. Ces positions repassent finalement sous contrôle français quelques années plus tard.

## Colonie et protectorat de Gambie (1821-1965)
Le traité de Versailles du 3 septembre 1783 confirme que le Sénégal appartient à la France tandis que le territoire de la future Gambie est accordé au Royaume-Uni :  colonie et protectorat de Gambie
Pendant la Révolution française, les comptoirs français sur la côte sont occupés par la Grande-Bretagne, entre 1793 et 1815, puis restitués à la France, aux suites du traité de Vienne, en 1815. Les Français reprennent possession des côtes du Sénégal, au début de 1816, et la Gambie est confirmée colonie britannique.
De 1821 à 1843, la Gambie est placée sous la juridiction du Sierra Leone, sous l’autorité d’un gouverneur britannique. Il s’agit d’une zone majeure pour le commerce de la gomme.
En 1843 la Gambie est une « Colonie de la Couronne ». Elle inclut Bathurst, environ 600 habitants, ses environs, Albréda, le fort Barren et l’île fortifiée de Mc Carthy. La France souhaite acquérir la Gambie pour des raisons commerciales, et offrir au Royaume-Uni en échange des comptoirs du golfe de Guinée : pour Faidherbe, cela ferait « une belle Sénégambie compacte ». Cela permettrait à la France de contrôler le commerce des arachides et de combattre les rebelles anti-expansionnisme français du Sénégal qui se réfugiaient en Gambie. En 1857, le comptoir français d'Albreda est cédé après un commun accord aux Britanniques. En 1865, des négociations franco-britanniques débutent mais le Royaume-Uni voit peu d’intérêt dans les colonies proposées par la France. Il préférerait des concessions territoriales autour des îles de Loos et du fleuve Mellacorée (territoires guinéens commerciaux). Les négociations sont interrompues par la guerre de 1870.
De 1866 à 1888, la Gambie est à nouveau avec le Sierra Leone puisque quatre colonies britanniques (Gambie, Sierra Leone, Lagos et Côte de l’Or) sont regroupées dans « Les établissements britanniques de l’Afrique Occidentale » (West African Settlements). Le gouvernement central se situe à Freetown, au Sierra Leone. Des conflits ont lieu entre Peuls et Malinkés. La Gambie dispose de son propre gouverneur. Puis, des négociations franco-britanniques territoriales reprennent : le Royaume-Uni propose cette-fois la Gambie en échange de l’arrêt de toute activité française autour du golfe de Guinée, ce que la France refuse. En 1876, une brochure britannique écrit qu’il ne faut pas « abandonner la riche Gambie et ses populations » à la « barbarie du gouvernement français ».
En 1888, la Gambie est une colonie à nouveau à part entière. C’est le début du développement de la culture de l’arachide pour ce pays qui sera surnommé rapidement « colonie de l’Arachide ».
En 1889, un traité franco-britannique fait de la Gambie une possession britannique. La Convention anglo-française de 1889, est un accord diplomatique signé le 10 août 1889. Son objectif principal était de délimiter les frontières entre les possessions coloniales françaises et britanniques en Afrique de l'Ouest. Cet accord a notamment eu pour effet de :
- Fixer la frontière entre la Gambie (protectorat britannique) et le Sénégal (colonie française). La frontière a été établie à dix kilomètres au nord et au sud du fleuve Gambie.
- Définir les frontières entre la colonie britannique de Lagos et le Dahomey français (actuel Bénin).

Les frontières, imposées par ces deux puissances coloniales, seront toutefois contestées en Gambie comme au Sénégal car elles dessinent un territoire en longueur et totalement enclavé dans le Sénégal français.
En 1894, une ordonnance fait officiellement de la Gambie un protectorat britannique à l’exception de l’île Sainte-Marie qui reste une colonie. Les colonisateurs appliquent alors leur « Indirect Rule » : la Gambie est divisée en différent districts mais le système traditionnel de chef et sous-chefs est maintenu.

Pendant la Première Guerre mondiale, les soldats de la Gambie combattent avec les Alliés. La capitale Banjul est un port et un arrêt aérien pour les Alliés. 

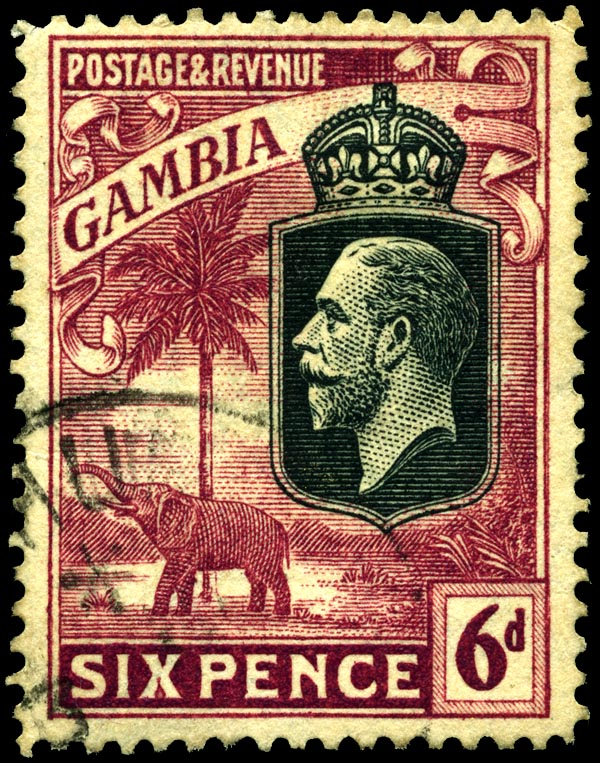
Timbre de 1922

## L'esclavage en Gambie
L'histoire de l'esclavage en Gambie est profondément liée à son fleuve éponyme, qui a servi d'artère commerciale majeure pour les traites négrières à partir du 15e siècle, par diverses nation européennes -Portugal, Royaume Uni, Courlande, France, Hollande)  jusqu'à l'abolition de la traite en 1807 par la puissance coloniale, le Royaume uni et puis de l'esclavage en 1815.
Les débuts de la traite transatlantique
- Arrivée des Européens : Au XVe siècle, les Portugais furent les premiers Européens à s'installer le long du fleuve Gambie, établissant des comptoirs commerciaux. Initialement intéressés par l'or et d'autres marchandises, ils ont rapidement commencé à acheter des esclaves aux chefs et princes locaux, en échange de marchandises et de produits  manufacturées européennes : tissus, objet en fer etc..
- Le rôle du fleuve : Le fleuve Gambie a été une voie d'accès vers l'intérieur des terres, permettant aux commerçants européens de se procurer des captifs auprès des royaumes africains locaux. Ces derniers fournissaient des esclaves, souvent issus de guerres ou de razzias, en échange de produits européens comme des armes, de l'alcool et des textiles.

Les puissances coloniales et la traite
- Compétition pour le contrôle : Au fil des siècles, plusieurs puissances européennes, dont le Portugal, puis les Britanniques, les Français, les Néerlandais et la Courlande, se sont disputé le contrôle du fleuve et de ses comptoirs. Les Britanniques ont fini par asseoir leur domination.
- L'île de Kunta Kinteh : Anciennement connue sous le nom de James Island, cette île située sur le fleuve Gambie a joué un rôle central dans la traite des esclaves. Elle a servi de lieu de rassemblement et de détention pour les captifs avant leur déportation vers les Amériques. Elle est aujourd'hui classée au patrimoine mondial de l'UNESCO comme un symbole de la traite négrière et de l'esclavage.

L'abolition de la traite et de l'esclavage
- Répression de la traite : Le Royaume-Uni a aboli la traite négrière en 1807. Pour faire appliquer cette loi et intercepter les navires négriers, les Britanniques ont construit des forts, comme le Fort Bullen, à l'embouchure du fleuve Gambie.
- La fin de l'esclavage : L'esclavage a subsisté en Gambie sous différentes formes, notamment dans sa version locale et domestique, les traditions locales de servitudes résistant au changement induit par les britanniques, même après l'abolition de la traite transatlantique et de l'esclavage par les britanniques en 1815. Il faudra attendre les politiques coloniales du XIXe pour que l'esclavage soit définitivement aboli dans la région.

## Gambie indépendante (1964)

### Processus d'indépendance, royaume de Gambie (dans le Commonwealth) (1954-1964)
- Gambie (royaume du Commonwealth)

Progressivement, des Gambiens sont intégrés dans l’administration de leur pays. En 1954, la Grande-Bretagne donne son accord pour que la Constitution soit amendée pour augmenter la représentation au sein du Conseil Législatif des Gambiens, les « membres non fonctionnaires » deviennent majoritaires. La Constitution est une nouvelle fois amendée en 1960 : le Conseil Législatif devient la « Chambre des Représentants » , six ministres sont prévus avec un ministre principal instauré en 1961.
En 1961, une conférence constitutionnelle au sujet de la Gambie a lieu à Londres où l’autonomie interne est partiellement accordée. Le gouverneur britannique doit agir en accord avec les recommandations d’un Conseil Exécutif essentiellement composé de Gambiens, le gouverneur garde toutefois le privilège de la sécurité intérieure et de la défense. Le 4 octobre 1963, l’autonomie complète est accordée à la Gambie. Le ministre principal devient le premier ministre , le Conseil exécutif devient le Cabinet. C’est le début de la carrière politique du nouveau premier ministre, Dawda Jawara.
En 1964, une nouvelle conférence constitutionnelle a lieu à Londres pour fixer les modalités de l’indépendance.
La Gambie devient indépendante le 18 février 1965. C’est la dernière colonie britannique à devenir indépendante : le manque de ressources économiques et sa petite taille rendent son avenir incertain. Rapidement, un référendum est soumis au peuple pour un amendement de la constitution qui transformerait la Gambie en république. Il n’y aurait plus de monarque mais un président, Jawara. C’est un échec à très peu de voix (758). Il est difficile d’interpréter ce vote qui peut être une position de principe mais aussi un simple « vote d’opposition » à Jawara. De plus, une partie de la population craint le souhait d’une partie de la population du Sénégal : l’annexion de la Gambie. Il y a donc derrière ce vote aussi l’idée que la reine Élisabeth II empêcherait l’invasion militaire par le Sénégal et protégerait l’autonomie de la Gambie.
En 1967, Jawara rencontre Léopold Sédar Senghor, président du Sénégal. Ils concluent un accord le 19 avril qui prévoit la création d’un comité ministériel interétatique et prévoit une rencontre tous les ans en janvier.
La Gambie devient une république le 24 avril 1970 pour des raisons économiques, budgétaire mais aussi une idée de fierté nationale. Dawda Jawara devient président de la république de Gambie.

### Présidences Dawda Jawara, Confédération de Sénégambie (1970-1994)

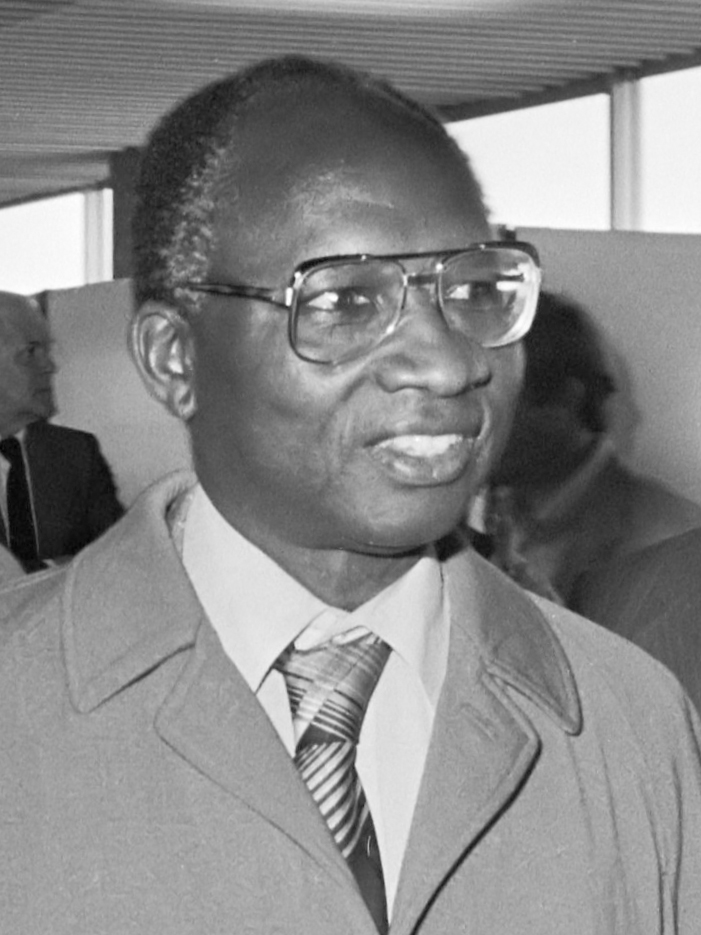
Dawda Jawara

- Dawda Jawara, Confédération de Sénégambie

En 1962, Grande-Bretagne et Sénégal font la démarche conjointe auprès des Nations unies pour la demande d’une création d’une commission internationale chargée d’examiner les problèmes d’une association Sénégal-Gambie. En 1967, Jawara rencontre Léopold Sédar Senghor, président du Sénégal. Ils concluent un accord le 19 avril qui prévoit la création d’un comité ministériel interétatique et prévoit une rencontre tous les ans en janvier.
En 1970, des accords de coopération entre Sénégal et Gambie s’amorcent. La Gambie, sans armée, a tout intérêt dans l’accord de défense. L’autre partie de l’accord concerne la mise en valeur du bassin du fleuve Gambie.
En 1981, une tentative de Coup d’État fragilise le gouvernement de Jawara. Cette tentative est menée par Kukoi Samba Sanyang. Séjournant à Londres, il appelle le Sénégal à l’aide pour vaincre les rebelles en vertu de l’accord de 1967.
En 1982, une confédération Sénégambie est signée. Il s’agit d’une unification économique, monétaire et militaire. Le Sénégal décide de geler le projet d'unification en 1989, le président sénégalais Abdou Diouf constatant qu'« aucun progrès réel ne se fait [...] vers l'intégration des deux Etats ».

### Présidences Yahya Jammeh (1994-2017)
- Yahya Jammeh (1965-)

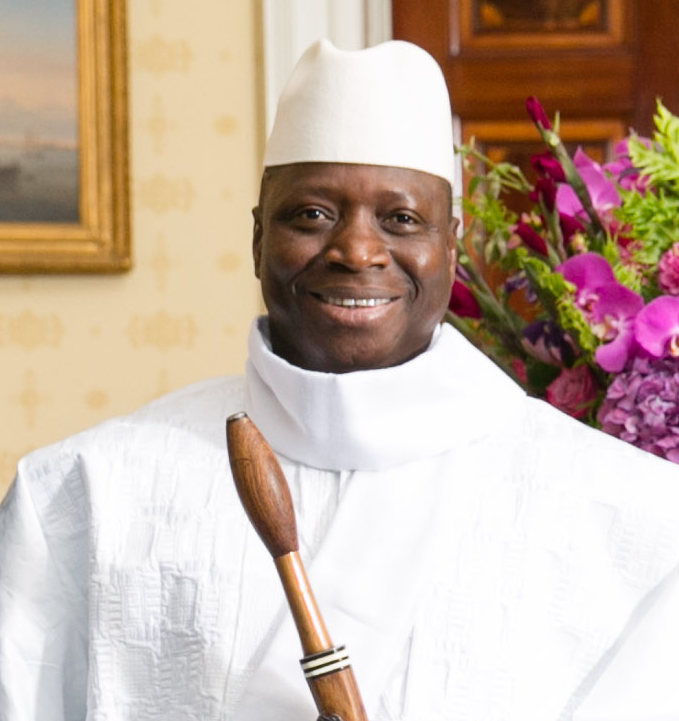
Yahya Jammeh

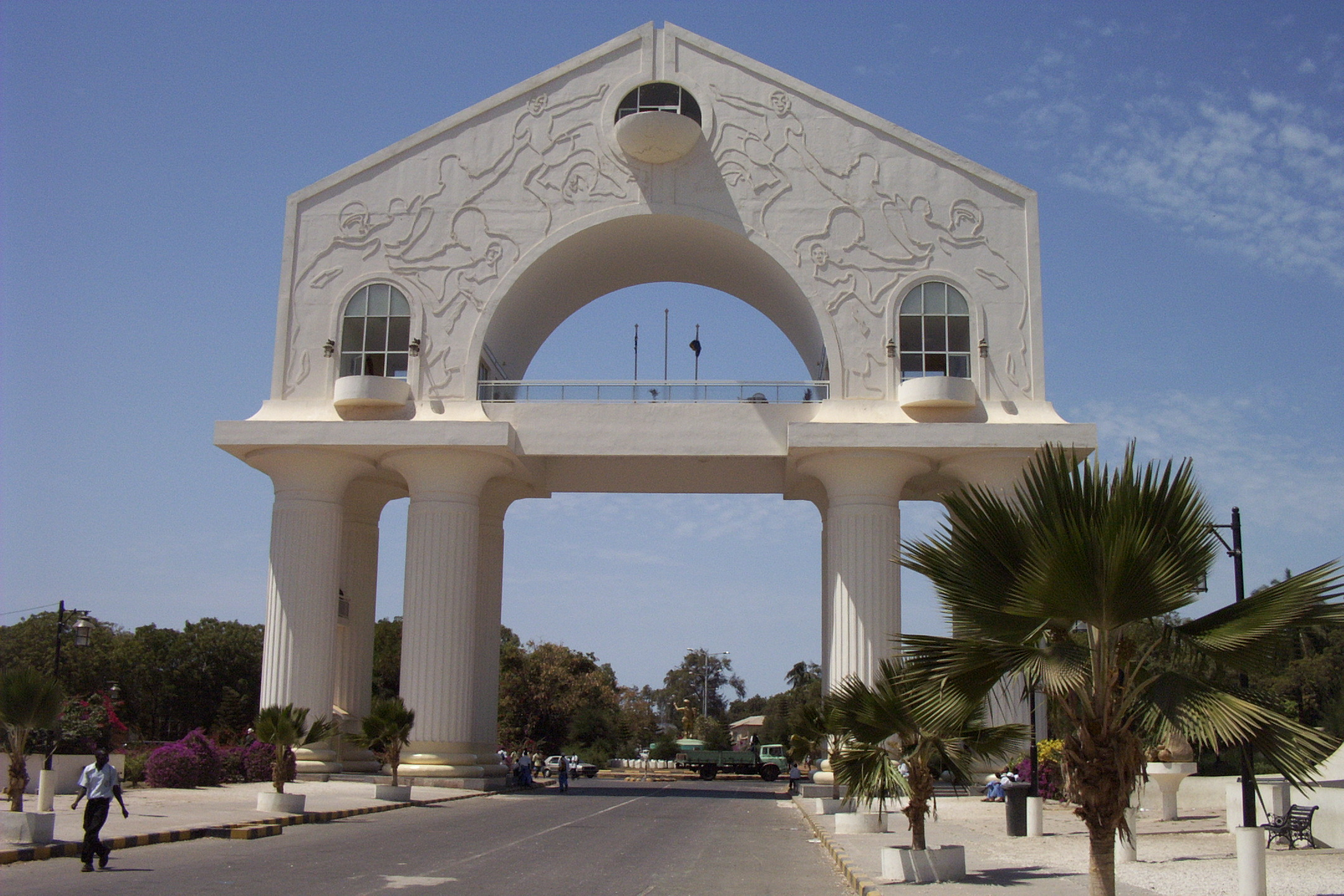
L'Arche 22, commémoration du coup d'État de 1994

En 1994, Yahya Jammeh effectue un coup d’État appuyé par des troupes gambiennes ayant participé à la Force Ouest au Libéria, mécontentes du retard de paiement de leur solde. Pendant deux ans, il est chef de l’AFPCR (Armed Forces Provisionnal Ruling Council) , un gouvernement transitoire de type dictatorial. Le gouvernement rétablit la peine de mort pour empêcher les contestations.
À la suite du coup d’État, la communauté internationale suspend les aides attribuées à la Gambie et la Grande-Bretagne déconseille la Gambie comme destination touristique. Jammeh prévoit alors des élections en 1996 (ce que le Commonwealth continue de condamner) où il est élu.  C’est le début de la Seconde République, mais dans un climat de répression : les autres partis de Gambie sont interdits d’activité, les arrestations arbitraires se multiplient… Les nombreuses tentatives pour renverser Jammeh ne font qu’empirer sa politique à l’égard de ses opposants.
En 2001, Jammeh est réélu face à Oussainou Darboe, un avocat des droits de l’homme du parti United Democrat Party (UDP). En 2006 Jammeh est réélu pour un troisième mandat à 66 %. Une tentative de coup d’État a eu lieu en 2006 : l’ancien chef de l’armée est accusé. En 2011, Jammeh est réélu à 72 % des suffrages. Il déclare être « prêt à diriger le pays un milliard d’années ». Son opposant Darboe qualifie le scrutin de « frauduleux et grotesque ». La Communauté économique des États de l'Afrique de l'Ouest estime elle aussi que les élections n’ont pas été transparentes.
Le gouvernement de Jammeh devient de plus en plus policier, il ignore les ONG et la Commission Africaine des droits de l’homme. Sont dénoncés par ces derniers le traitement discriminatoire des homosexuels, l’usage de la torture et la violence des services de renseignement, surnommés les « Jungelers ».
Le 2 octobre 2013, Jammeh annonce que la Gambie quitte le Commonwealth, et qu’elle ne fera plus jamais partie d’une organisation de ce type. En mars 2014, l’arabe remplace l’anglais comme langue officielle.
Le 30 décembre 2014, une autre tentative de coup d’État a lieu en Gambie pendant que Jammeh est à Dubaï. Il accuse fortement les puissances occidentales d’avoir aidé des terroristes pour le renverser. La répression et les accusations arbitraires s'accentuent.
En décembre 2016, sept partis d'opposition choisissent un candidat unique, Adama Barrow (1965-), pour l'élection présidentielle. Adama Barrow remporte l'élection à l'unique tour de scrutin en recueillant 43,3 % des suffrages, contre le président sortant qui arrive second avec 39,6 % des suffrages. Le 17 janvier 2017, Yahya Jammeh instaure l'état d'urgence et le lendemain, le Parlement prolonge son mandat de trois mois, jusqu'au 19 avril 2017. Le 19 janvier, Adama Barrow  prête serment à l'ambassade de Gambie à Dakar. Devant le refus de Yahya Jammeh de lui céder le pouvoir, malgré les injonctions de la CÉDÉAO, l'armée sénégalaise pénètre en territoire gambien dans le courant de l'après-midi. Le soir même, le chef de l'armée gambienne, le général Ousman Badjie, déclare à des ressortissants occidentaux qu'il n'ordonnera pas à ses hommes de résister en cas d’intervention des troupes africaines.

### Présidences Adama Barrow (2017-présent)
- Adama Barrow (1965-)

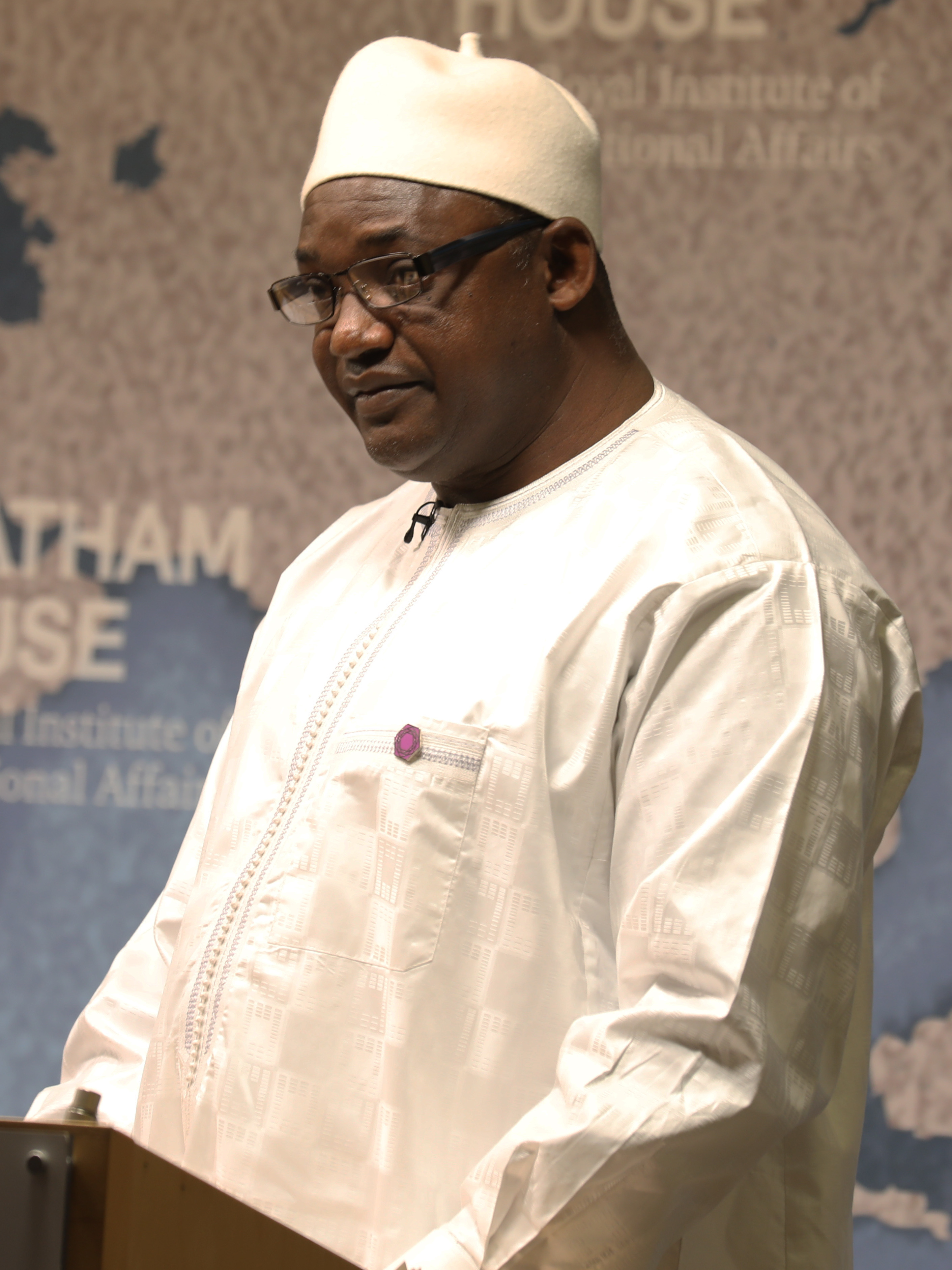
Adama Barrow

Le 20 janvier, Yahya Jammeh accepte de se retirer et de quitter le pays, après une médiation du dirigeant guinéen Alpha Condé et du dirigeant mauritanien Mohamed Ould Abdel Aziz,. Le pays tourne ensuite, progressivement la page de la dictature. Une commission est mise en place pour proposer des modifications de la constitution, avec notamment une limitation du nombre de mandats présidentiels. une autre commission, Vérité, réconciliation et réparation, est lancée en octobre 2018. Elle est chargée de faire la lumière sur les crimes durant la dictature de Jammeh. Ses auditions, retransmises à la radio et sur une télévision, sont un succès public.
Le 27 août 2019, Dawda Jawara décède, il avait été premier Premier ministre de Gambie entre 1962 et 1970, puis le premier président de la République de Gambie de 1970 à 1994.

### Galerie de personnalités politiques
Vice-présidence :

Isatou Njie-Saidy 1997-2017
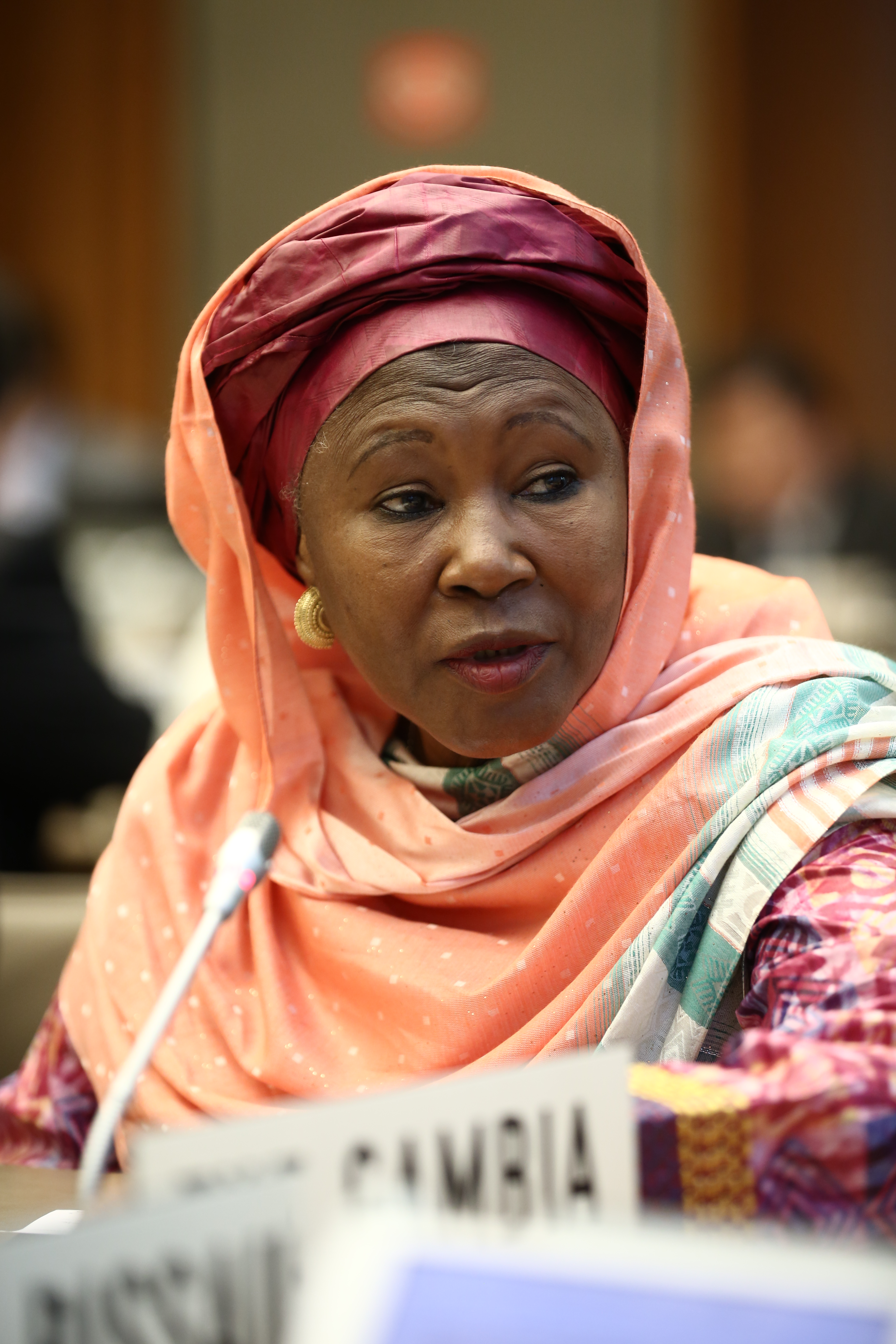
Fatoumata Tambajang 2017-2018
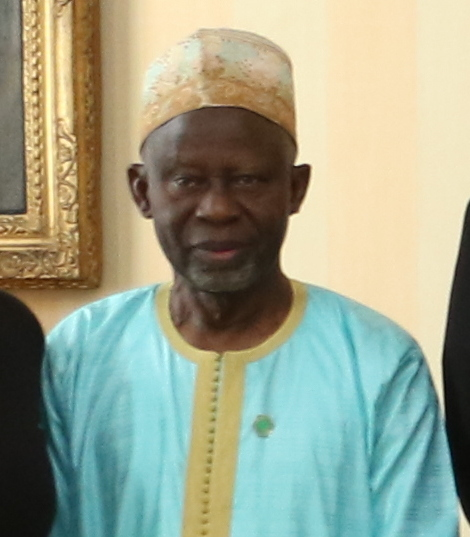
Ousainou Darboe 2018-2019
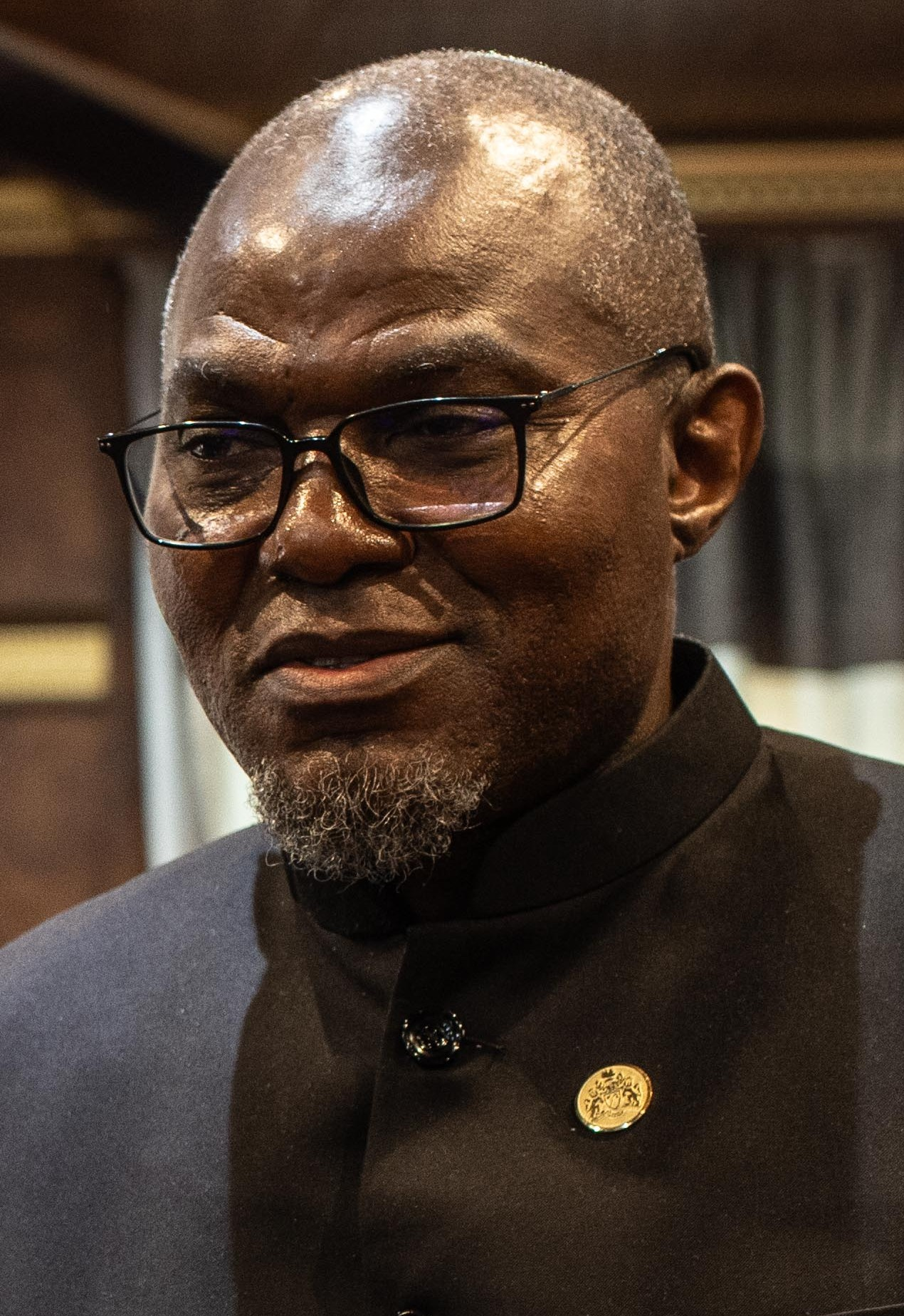
Muhammad B.S. Jallow 2023-présent

### Filmographie
- Racines (1977), adaptation télévisuelle américaine du roman éponyme Racines (1976) de Alex Haley et dont le personnage principal, Kunta Kinte, est un esclave mandingue né en Gambie en 1750
- Les Caprices d'un fleuve (1996), film français de Bernard Giraudeau, inspiré des lettres du chevalier de Boufflers et dont l'action est située en Sénégambie au moment de la Révolution française

#### Période précoloniale
- Cercles de pierres de Wassu, Cercles mégalithiques de Sénégambie
- Liste d'États historiques en Gambie (de)
- Liste de civilisations de l'Afrique précoloniale
  - War Jabi (vers 1000-1040), du Tekrour
  - Kaabunké : royaume mandingue (1537-1867)
  - Royaume de Kombo (1271-1875) (Empire du Mali)
  - Royaume du Sine (1350-1969) sérère, Maison royale de Semou Ndiké Diouf, Fatim Bèye
  - Royaume du Saloum (1493-1969) sérère
- Histoire des Sérères du Moyen Âge à nos jours, Chronologie de l'histoire sérère, Persécutions des Sérères
- Exploration européenne de l'Afrique
- Esclavage en Afrique (pré-européen), Traite négrière transsaharienne (en), traites négrières, commerce triangulaire
- Capitalisme marchand, Compagnies européennes fondées au XVIIe siècle (portugaises, britanniques, françaises, néerlandaises...)
- Empire colonial courlandais, en Gambie en 1650-1661

#### Période coloniale
- Colonisation de l'Afrique, Partage de l'Afrique, Conférence de Berlin (1884-1885)
- Colonie et protectorat de Gambie (1821-1965)
- Convention anglo-française de 1889
- Gouverneur colonial de la Gambie (1816-1966), Gouverneur général de la Gambie (1965-1970)
- 1965-1970 : Gambie (royaume du Commonwealth), Monarchie gambienne

#### Depuis l'indépendance
- Politique en Gambie
- Président de la république de Gambie, Constitution de la Gambie (1970/1996/2001), Assemblée nationale
  - Liste des chefs d'État de la Gambie, liste des vice-présidents de la République de Gambie
- Confédération de Sénégambie (1982-1989)
- Coup d'État de 1994 en Gambie
- Intervention militaire en Gambie (CEDEAO, 2017)
- Néocolonialisme, Françafrique, Russafrique, Chinafrique, Relations sino-africaines